# Vlag van Zwartsluis

Vlag van Zwartsluis
(1962-2001)

De vlag van Zwartsluis werd op 29 maart 1962 bij raadsbesluit vastgesteld als de gemeentelijke vlag van de Overijsselse gemeente Zwartsluis.  Op 1 januari 2001 ging de gemeente op in de nieuw opgerichte gemeente Zwartewaterland, waardoor de vlag als gemeentevlag kwam te vervallen. De vlag van de nieuwe gemeente vertoont een aantal overeenkomsten met de vlag van Zwartsluis.

## Beschrijving
De beschrijving luidt: 
Wit met op het midden het gemeentewapen met een hoogte van 2/3 van de vlaghoogte.
De kleuren zijn ontleend aan het gemeentewapen.

## Verwant symbool

Wapen van Zwartsluis

Ambt Delden 
· Avereest 
· Bathmen 
· Blokzijl 
· Brederwiede 
· Den Ham 
· Denekamp 
· Diepenheim 
· Diepenveen 
· Genemuiden 
· Goor 
· Gramsbergen 
· Hasselt 
· Heino 
· Holten 
· IJsselham 
· IJsselmuiden 
· Markelo 
· Nieuwleusen 
· Noordoostpolder 
· Olst 
· Ootmarsum 
· Rijssen 
· Stad Delden 
· Steenwijk 
· Steenwijkerwold 
· Urk 
· Vollenhove 
· Vriezenveen 
· Wanneperveen 
· Weerselo
· Wijhe 
· Zwartsluis 
· Zwollerkerspel